# Johannes Knijff

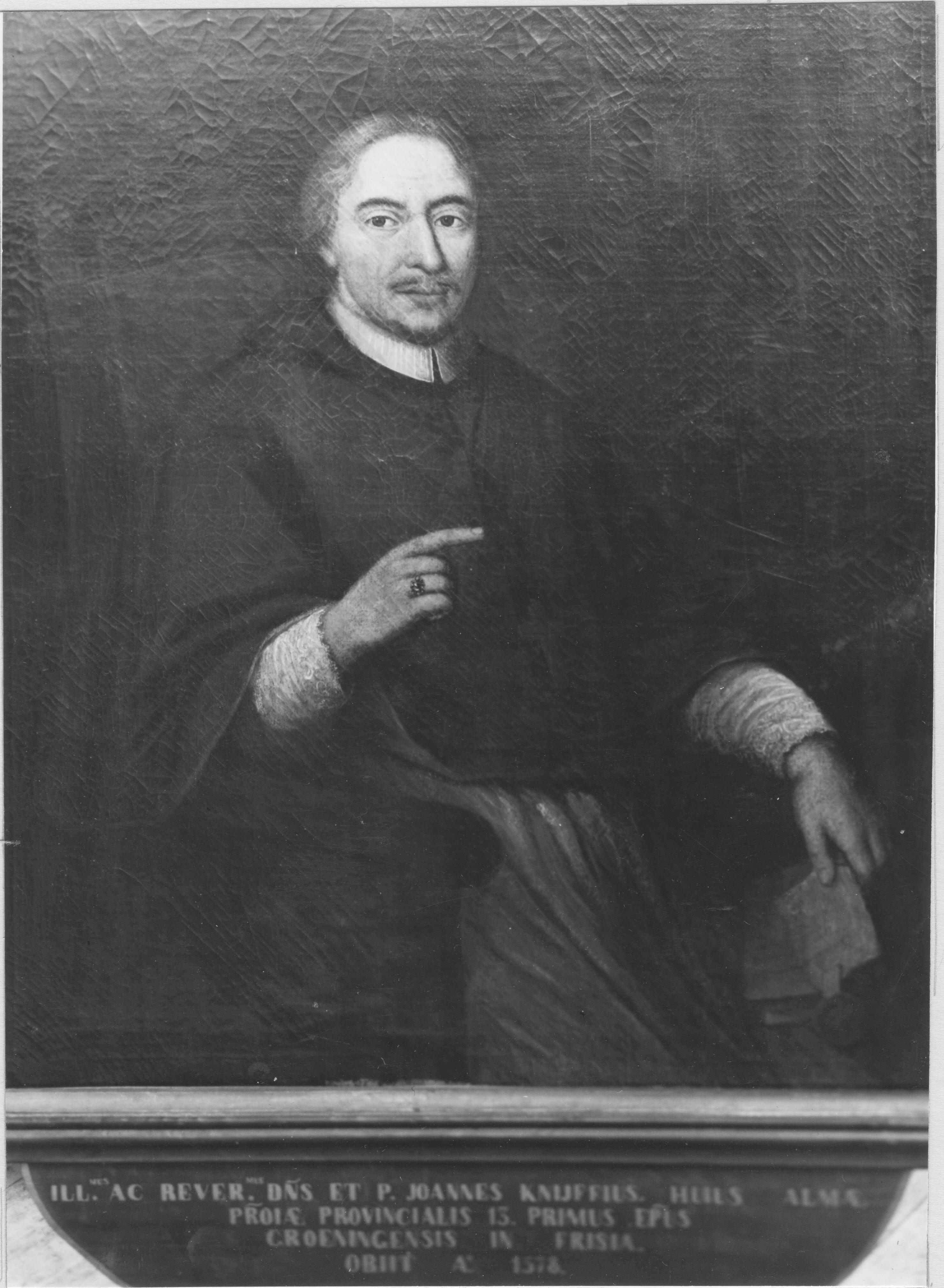
Postuum portret van Johannes Knijff (1625)

Johannes Knijff (ook Johan Knijf of Joannes Knijffius, Utrecht, ? - Groningen, oktober 1576) was de eerste bisschop van het bisdom Groningen.
Hij was een franciscaan die in Leuven had gestudeerd. In 1561 werd hij benoemd tot bisschop van het nieuw ingestelde bisdom Groningen. Hij werd in 1563 door kardinaal Granvelle in Brussel tot bisschop gewijd. Groningen verzette zich tegen de komst van een bisschop en pas in 1568 kon Knijff, gesteund door troepen van Alva, zijn cathedra in zijn kathedraal innemen. In 1576 stierf hij aan de pest. De overleden bisschop werd vanwege de besmettingsangst snel en zonder veel plichtplegingen begraven in een vrij graf in het ambulatorium ten oosten van het altaar. Later werden zijn resten opgegraven en in een grafkelder onder het koor gelegd. Er is geen steen en ook geen grafmonument bewaard gebleven.
Hoewel na zijn dood nog wel een opvolger werd benoemd was Knijff tot aan de heroprichting van het bisdom in 1956 feitelijk de enige bisschop die daadwerkelijk het ambt in Groningen heeft uitgeoefend.